# Ostrowin
Ostrowin (deutsch Osterwein) ist ein Dorf in der polnischen Woiwodschaft Ermland-Masuren. Es gehört zur Gmina Ostróda (Landgemeinde Osterode in Ostpreußen) im Powiat Ostródzki (Kreis Osterode in Ostpreußen).

## Geographische Lage
Ostrowin liegt südöstlich des Osterweiner Sees (polnisch Jezioro Ostrowin) im südlichen Westen der Woiwodschaft Ermland-Masuren, elf Kilometer südöstlich der Kreisstadt Ostróda (deutsch Osterode in Ostpreußen).

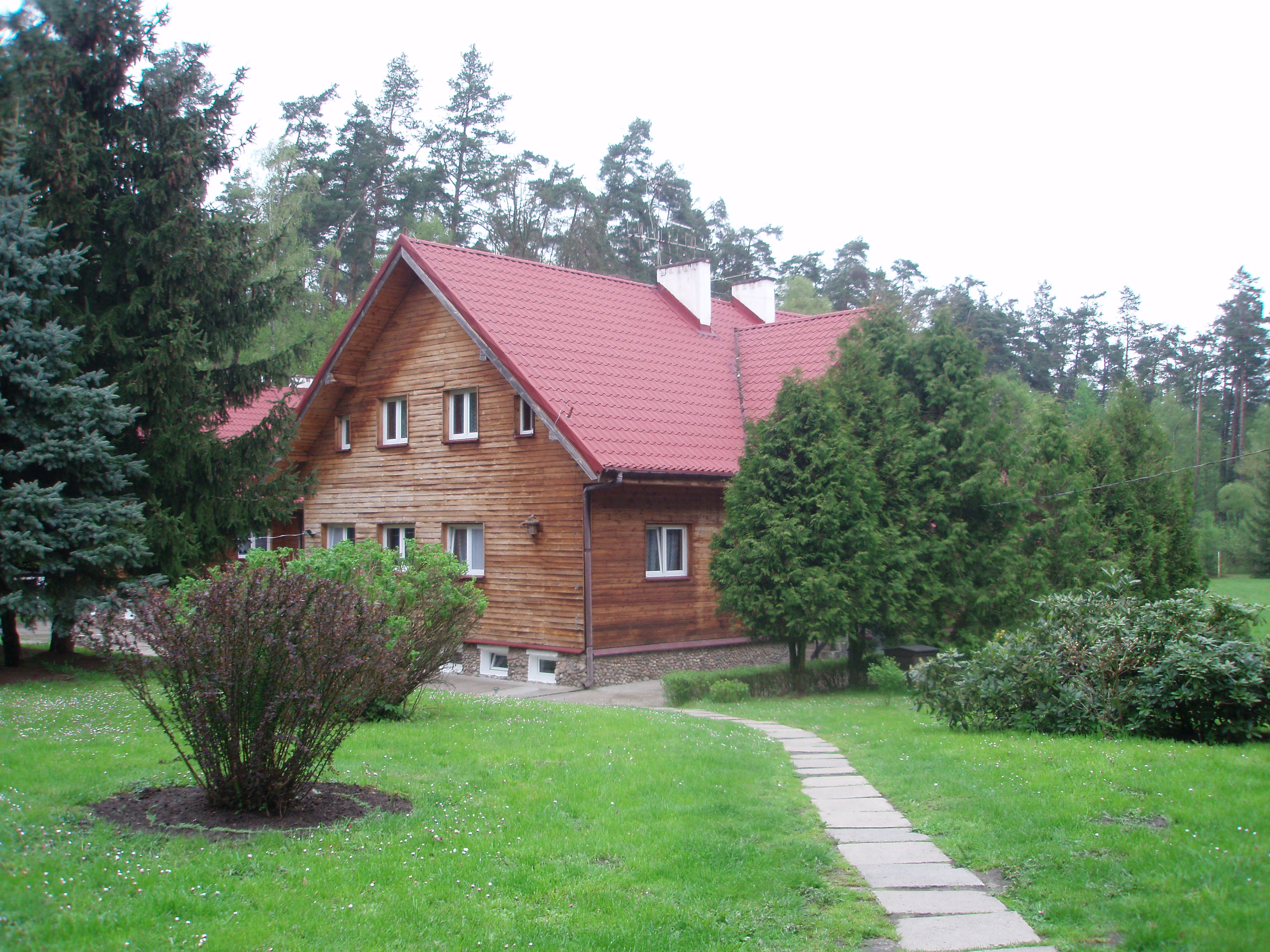
Forsthaus in Ostrowin

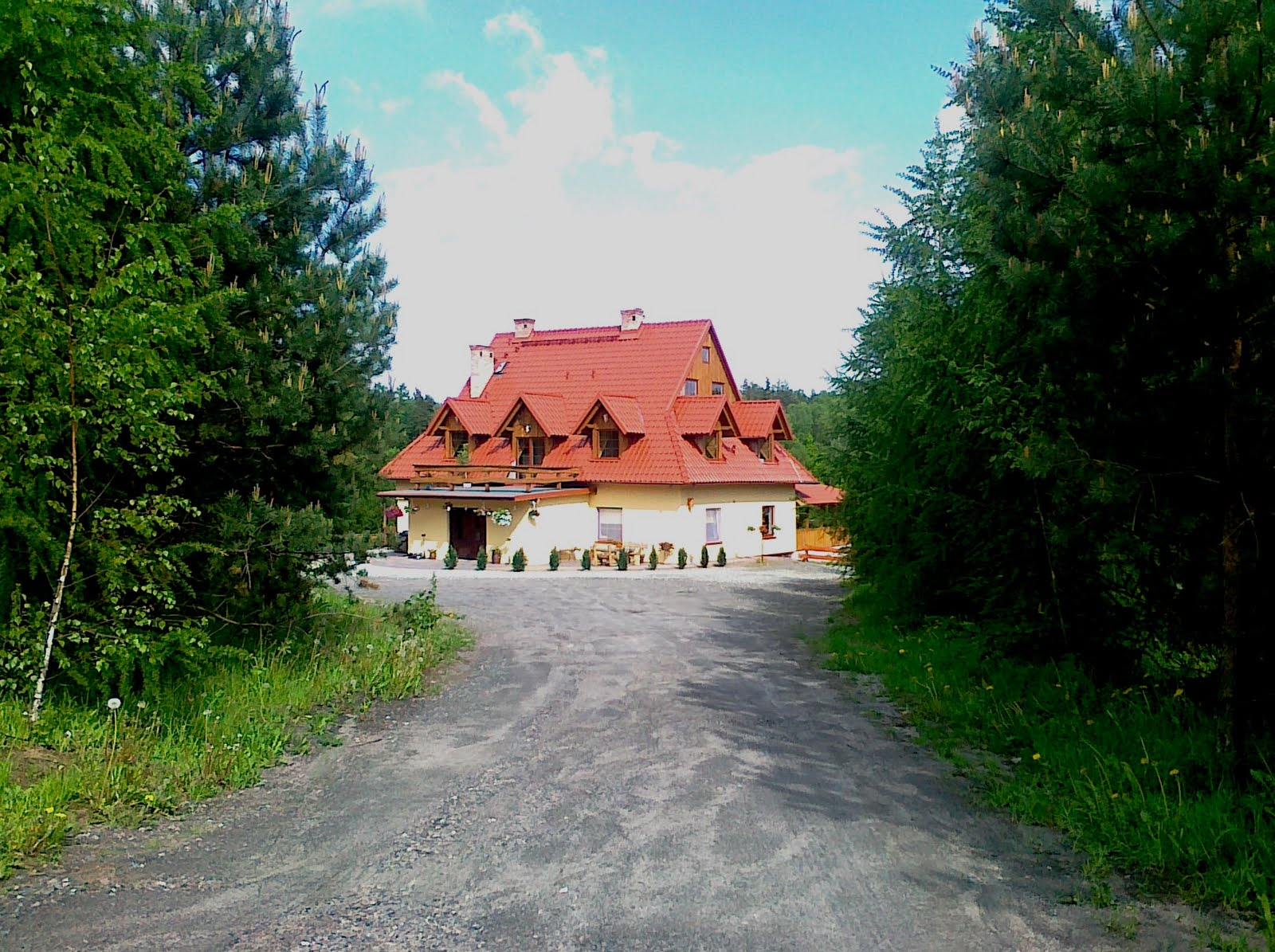
Pension und Gästehaus

## Geschichte

### Ortsgeschichte
In Osterweyn (nach 1327 Osterwein), bestehend aus dem Dorf und einem großen Gut, stand zur Ordenszeit ein Wirtschaftshof des Amtes Hohenstein i. Ostpr. (polnisch Olszynek). Er wurde 1327 erstmals urkundlich erwähnt. Bei Auflösung des Ordensstaats erhielt der Ritter zu Oelsnitz den Hof als Abfindung. Im 17. und 18. Jahrhundert war die Familie von Penzig Eigentümer, danach bis in die Mitte des 19. Jahrhunderts der Großherzog von Hessen. in den 1860er Jahren erwarb das Gut Karl Ludwig von Weitzel. Seine Nachkommen erlangten als Juristen beim Großherzog von Hessen großen Einfluss und erwarben das Gut Mudersbach. Dessen Namen durften sie nach ihrer Nobilitierung ihrem Familiennamen beifügen.
Am 7. Mai 1874 wurde Osterwein Amtsdorf und damit namensgebend für einen Amtsbezirk im Kreis Osterode in Ostpreußen im Regierungsbezirk Königsberg (ab 1905: Regierungsbezirk Allenstein) in der preußischen Provinz Ostpreußen.
In Osterwein waren im Jahre 1910 insgesamt 438 Einwohner registriert, von denen 234 zur Landgemeinde Osterwein und 204 zum Gutsbezirk Osterwein gehörten. Am 30. September 1928 wurde der Gutsbezirk Osterwein in die Landgemeinde eingegliedert. Bereits vorher kam unbekannten Datums der kleine Nachbarort Sabioch (1938 bis 1945 Teerwald, polnisch Żabioch, nicht mehr existent) zu Osterwein. Die Einwohnerzahl belief sich im Jahre 1933 auf 395 und stieg bis 1939 auf 466 mit zusätzlich 802 Menschen im Reichsarbeitsdienst.
In der Zeit der Familie Weitzel-Mudersbach hatte das Gut eine Größe von 1.420 Hektar. Zugehörig waren eine Mühle, ein Sägewerk und eine Ziegelei. Der letzte deutsche Besitzer verlor auf der Flucht aus Ostpreußen  sein Leben.
1945 wurde Osterwein in Kriegsfolge mit dem gesamten südlichen Ostpreußen an Polen überstellt. Das Dorf erhielt die polnische Namensform „Osterwin“ und ist heute eine Ortschaft im Verbund der Gmina Ostróda (Landgemeinde Osterode in Ostpreußen) im Powiat Ostródzki (Kreis Osterode in Ostpreußen), bis 1998 der Woiwodschaft Olsztyn, seither der Woiwodschaft Ermland-Masuren mit Sitz in Olsztyn (Allenstein) zugehörig. Im Jahre 2011 zählte Ostrowin 354 Einwohner.
Das frühere Osterweiner Gutshaus ist noch vorhanden. Der eindrucksvolle Bau mit seinen 13 Fensterachsen stammt aus dem 18. Jahrhundert, wurde gegen Ende des 19. Jahrhunderts im historisierenden Stil umgebaut und später noch aufgestockt. Als unbewohnbare Ruine, die sich jetzt im Privatbesitz befindet, wartet sie auf ihre Wiederherrichtung. Vom alten Gutspark ist nicht mehr viel übrig.

### Amtsbezirk Osterwein (1874–1945)
Osterwein war von 1874 bis 1945 Sitz des Amtsbezirks Osterwein. Ihm waren zu Beginn fünf Orte angeschlossen. Am Ende waren es aufgrund struktureller Veränderungen noch zwei:
| Deutscher Name             | Polnischer Name | Anmerkungen                                      |
| -------------------------- | --------------- | ------------------------------------------------ |
| Jugendfelde                | Smolanek        |                                                  |
| Osterwein (Landgemeinde)   | Ostrowin        |                                                  |
| Osterwein (Gut)            |                 | 1928 in die Landgemeinde Osterwein eingegliedert |
| Sabioch 1938–1945 Teerwald | Żabioch         | unbekannten Datums nach Osterwein eingemeindet   |
| Wierczoch                  |                 |                                                  |

Am 1. Januar 1945 bildeten noch Jugendfelde und Osterwein den Amtsbezirk Osterwein.

## Kirche
In vorreformatorischer Zeit wurde Osterwein ein Kirchdorf.

### Evangelisch

#### Kirchengemeinde
Bereits 1542 amtierte hier ein Geistlicher der lutherischen Konfession. Damals waren der Pfarrei Osterwein die Filialkirchen Klein Gröben (polnisch Grabinek) und Schildeck (Szyldak) zugeordnet. 1823 war Osterwein selber ein Filialdorf und der Kirche in Wittigwalde (polnisch Wigwałd) zugeordnet, nachdem bereits 1808 die Pfarrstelle in Osterwein aufgelöst worden war. Schließlich wurde die Kirche in Osterwein aufgelöst und das Dorf als Kirchspielort von Wittigwalde eingestuft. Sie gehörte bis 1945 zur Kirchenprovinz Ostpreußen der Kirche der Altpreußischen Union.
Heute in Ostrowin lebende evangelische Einwohner gehören zur Kirchengemeinde in Ostróda in der Diözese Masuren der Evangelisch-Augsburgischen Kirche in Polen.

#### Pfarrer (bis 1808)
An der Kirche zu Osterwein amtierten als evangelische Geistliche:
- Stanislaus Kaminski, 1542
- Matthäus Scharley, 1553
- Laurentius Matz
- Georg Zarentius, 1610/1626
- Friedrich Dominici, bis 1647
- Christoph Klug, 1648/1651
- Johann Meelführer, 1663
- Johann Scubowius, 1689–1696
- Martin Schwetlick (Swietlicki), 1697–1709[10]
- Martin Schnitzenbäumer, 1709–1733
- Friedrich Richter, 1733–1739
- Christ. Andr. Cucholowius, 1740–1741
- Michael Blenno, 1742–1765
- Christ. Martin Wannowius, 1765–1769
- Stephan Meyer, 1769–1798
- Johann Jacob Stern, 1799–1808

#### Kirchenbücher
Von den Kirchenbüchern der Pfarrei Osterwein sind erhalten und werden in der Deutschen Zentralstelle für Genealogie (DZfG) in Leipzig unter dem Kirchort Wittigwalde aufbewahrt:
- Taufen: 1709 bis 1722 und 1733 bis 1810
- Trauungen: 1709 bis 1722 und 1734 bis 1810
- Begräbnisse: 1739 bis 1810.

### Römisch-katholisch
Bis 1945 waren die römisch-katholischen Einwohner der Region Osterwein in die Pfarrkirche Osterode in Ostpreußen eingegliedert.
Nach 1945 siedelten sich hier zahlreiche polnische Neubürger meist katholischer Konfession an. Sie sind heute der Pfarrei Wigwałd (Wittigwalde) im Erzbistum Ermland zugeordnet, für die in Ostrowin ein Filialort ist.

## Verkehr
Ostrowin liegt an der Kreisstraße (Droga powiatowa/DP) 1232N, die von Wilkowo (Wilken) bis nach Wirwajdy (Warweiden) führt. Eine Anbindung an den Bahnverkehr besteht nicht.

## Persönlichkeiten

### Aus dem Ort gebürtig
- Paul Swietlicki (Schwetlick) (1699–1756), lutherischer Theologe, Gründungsmitglied der Danziger Naturforschenden Gesellschaft

### Mit dem Ort verbunden
- Karl Ludwig von Weitzel (1821–1881), Rittergutsbesitzer, seit 1856 in Osterwein, und Politiker, verstarb am 16. Februar 1881 in Osterwein
- Reinhard Weitzel von Mudersbach (1853–1911), Rittergutsbesitzer von 1881 bis 1911 auf Gut Osterwein, und Politiker